# 衛藤幸生
衛藤 幸生（えとう ゆきお、1971年12月16日 - ）は、日本のドラマー,作曲家,編曲家,音楽プロデューサー,ディレクター,元お笑いタレント。ヴィジュアル系ロックバンド「jealkb」リーダー兼ドラマーとして「elsa」（エルザ）名義でも活動する。

## 概要
元々、相方の成島敏晴と共にお笑いコンビ「チープスープ」を結成。1994年に吉本興業東京本社所属でデビューするが、2002年に解散、同時に吉本興業を退社。同年、以前から親交の深かったロンドンブーツ1号2号の3rdシングルに楽曲提供した事から音楽プロデューサーとしての活動を始める。2005年、アパレル関連の仕事に就き、アパレルブランド「motormouth」のディレクターを務めたが、2006年休業、同ブランドは解散。2005年1月にjealkb結成。リーダー、ドラマーとして「elsa」（エルザ）名義で本格的に音楽活動を開始する。